# キャメルトロフィー (お笑いコンビ)
キャメルは、松竹芸能に所属する日本のお笑いコンビ。2010年6月結成。旧コンビ名は「キャメルトロフィー」。

## メンバー
嶋田600（しまだ ろっぴゃく、1982年2月13日（43歳）- ）
- 本名：嶋田 恭兵（しまだ　きょうへい）
- 立ち位置は向かって左。
- 山口県下関市出身、身長178cm、体重70kg、血液型はAB型。
- 趣味はサッカー、空手。

ジョニーハナガタ（じょにーはながた、1985年3月19日（39歳）- ）
- 本名：花形　遊（はながた　ゆう）
- 立ち位置は向かって右。
- 埼玉県和光市出身、身長171cm、体重56kg、血液型はB型。
- 趣味は千葉ロッテマリーンズの応援、ラグビー観戦。
- ちびまる子ちゃんが好き。

## 経歴
2人とも2007年に松竹芸能タレントスクール東京校に入学、翌年から所属芸人となりそれぞれ別のコンビを組んでいたが同時期（2010年頃）に解散。その後現コンビを結成。
2021年9月、コンビ名を「キャメルトロフィー」から「キャメル」に改名した。
2022年1月、「花形遊」が「ジョニーハナガタ」に改名。
2023年2月頃、「嶋田恭兵」が「嶋田600」に改名。
2024年、第六回「江戸まち たいとう芸楽祭」たけしが認めた若手芸人 ビートたけし杯「お笑い日本一」決勝進出

## エピソード
- ネタ合わせをする為に伊豆まで行った事がある。[4]
- 事務所の後輩芸人のカナイ曰く実力と知名度が比例していない芸人と言われている。[5]

## 出演番組

### テレビ
- ガリガリくりぃむ（2013年1月8日、テレビ朝日）ちょうどいい特技大賞：花形のみ
- TKOのかくしとく芸大会3（2015年1月1日、J:COMチャンネル関西圏）
- アメトーーク（2015年12月30日、テレビ朝日）パクりたい-1グランプリ[6]
- Show_Tik（2023年1月、BS松竹東急）[7]